# Uri Caine

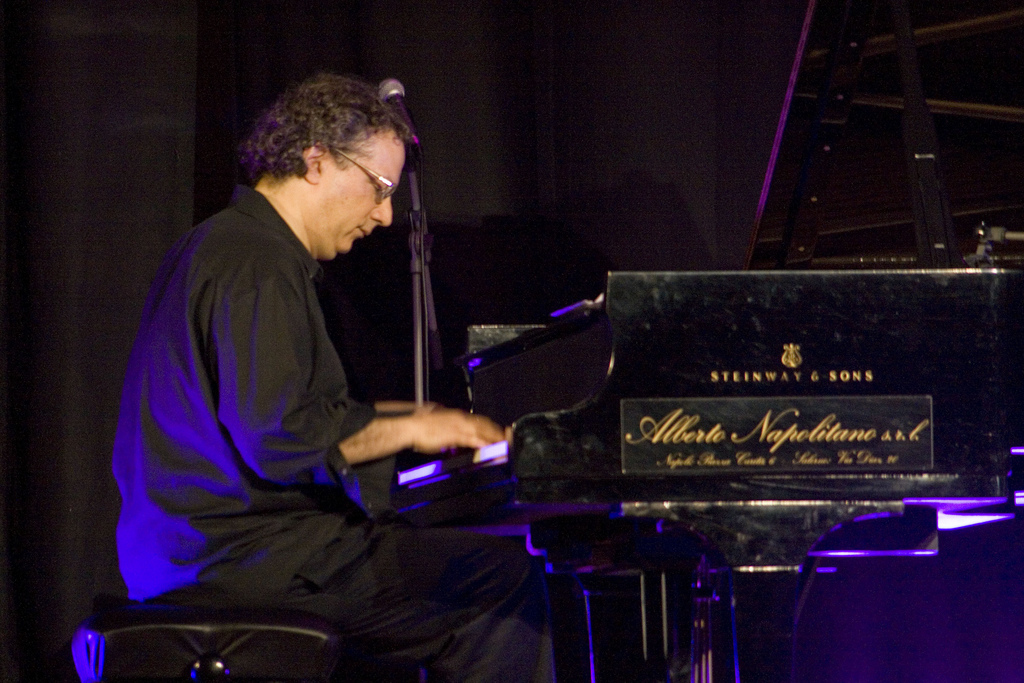
Uri Caine (2008)

Uri Caine (* 8. Juni 1956 in Philadelphia, Pennsylvania) ist ein US-amerikanischer Musiker (Piano, Keyboard) und Komponist, der sowohl im Jazz als auch in der Klassik beheimatet ist.

## Leben
Uri Caine entstammt einer intellektuellen jüdischen Familie und ging in seiner Kindheit auf Schulen mit hebräischer Unterrichtssprache. Diese sprachliche Umgebung wurde auch durch die Eltern aufrechterhalten, die Wert darauf legten, mit ihm und seinen Geschwistern auf Hebräisch zu sprechen. Sein Vater, Burton Caine, war Anwalt und wechselte dann in den Lehrbetrieb der Temple Law School (Philadelphia). Seine Mutter, Shulamith Wechter Caine, ist Dichterin und unterrichtet am Drexel Institute (ebenfalls Philadelphia).
Uri Caine begann im Alter von sieben Jahren Klavier zu spielen, mit zwölf Jahren wurde er für vier Jahre Schüler des französischen Pianisten Bernard Peiffer, der zu dieser Zeit in Philadelphia weilte. Es folgte ein Studium der Komposition unter George Rochberg und George Crumb an der University of Pennsylvania, während dieser Zeit spielte er in lokalen Jazzclubs. Nach dem Schulabschluss reiste er nach Israel, um zu sehen, ob er sich vorstellen könnte dort zu leben, doch schließlich entschied er sich wegen der von ihm erhofften Möglichkeiten der New Yorker Jazz-Szene für diese Stadt und spielte dort anschließend mit Musikern wie Barry Altschul, Don Byron, Dave Douglas, Sam Rivers zusammen.
Seit 1999 ist Uri Caine mit der Bildhauerin Jan Galperin verheiratet, die er schon seit seinen Studienzeiten kennt.

## Werke
1985 gab Caine auf dem Album One Minute of Love der Rochester / Veasley Band (u. a. mit John Zorn und James Blood Ulmer) seinen Einstand im Aufnahmestudio. Als Leader nahm er ab 1993 Alben für JMT und, nach dessen Schließung, für den Quasi-Nachfolger Winter & Winter auf. Die auf letzterem Label erschienenen Aufnahmen weisen dem Label-Konzept getreu eine äußerst breite stilistische Bandbreite auf. Eindeutig zuzuordnen sind noch:
| Klassik       |                                                    | Wagner e Venezia |
| Jazz          | Blue Wail, Solitaire, Live at the Village Vanguard |                  |
| Tin Pan Alley | The Sidewalks of New York                          |                  |
| Fusion / Funk | Bedrock, Shelf-Life                                |                  |
| Latin         | Rio                                                |                  |

Die hervorstechendsten Werke aus Uri Caines Diskografie dürften jedoch seine Dekonstruktionen bedeutender Werke von Johann Sebastian Bach (Goldberg-Variationen) und Gustav Mahler sein.

### Gustav Mahler und Wolfgang Amadeus Mozart gewidmete Werkbearbeitungen
Bei Caines Mahler-Projekten handelt es sich um eine Dekonstruktion von dessen Kompositionen (Urlicht / Primal Light und Gustav Mahler in Toblach) oder eine Annäherung an dessen Werk mit eigenen Kompositionen (Dark Flame).
Uri Caine Ensemble plays Mozart knüpft an dieses Konzept an, bekannte Werke Mozarts werden „verjazzt“ und mit Scratchen unterlegt. Neben einer Reihe von anderen Winter & Winter-Musikern ist auf diesem Album auch Nguyên Lê vertreten.

### Johann Sebastian Bach – Goldberg-Variationen
Auf dem „Goldberg-Variationen“-Projekt entstammt nur ein kleiner Teil dem Original, die meisten Titel sind hingegen neue, meist ebenfalls „Variationen“ benannte Kompositionen, die stilistisch zwischen Klassik, Jazz, Klezmer, Blues, Latin und Electronica hin- und herwandern. 40 Musiker und das Kettwiger Bach-Ensemble waren an diesem Werk beteiligt.
Bei allen den vorgenannten Komponisten gewidmeten Projekten ist mit DJ Olive auch ein Discjockey vertreten.

### Schumann, Beethoven, Wagner
- Auf Love Fugue wird Robert Schumanns Dichterliebe-Zyklus für den englischen Gesang Mark Ledfords (langjähriger Sänger der Pat Metheny Group) und den Sprechgesang David Moss’ adaptiert. Außerdem werden Gedichte von Uri Caines Mutter, Julie Patton und Naoko Takahashi (letztere auf Japanisch) vorgetragen. Ein weiterer Teil des Albums umfasst das vom La Gaia Scienza-Kammermusikensemble eingespielte, ebenfalls von Schumann stammende „Klavierquartett Es-Dur, op. 47“, dessen vier Teile nicht hintereinander angeordnet, sondern zwischen die anderen Titel eingestreut sind. Da diese Komposition etwa 40 % der Spielzeit einnimmt, wird das Album als eine Gemeinschaftsarbeit von Caine und La Gaia Scienza geführt.
- The Diabelli Variations halten sich enger an die Vorlage (Ludwig van Beethovens Diabelli-Variationen) als die vorgenannten Crossover-Projekte, aufgrund des Jazz-Einschlags besteht jedoch zu diesen noch eine konzeptionelle Ähnlichkeit.
- Wagner e Venezia ist das werkgetreuste Werk Caines, es adaptiert die bekanntesten Werke Richard Wagners für eine Besetzung in der Größe eines Kaffeehausorchesters. Hier dringt das Crossover-Konzept eher in Details durch, beispielsweise in der Besetzung der ersten Violine durch Mark Feldman, der wie Uri Caine über eine klassische Ausbildung verfügt, jedoch im Bereich von Avantgarde bis Pop anzutreffen ist.

Aufgrund der Vielzahl seiner Veröffentlichungen auf JMT und Winter & Winter und der Resonanz, die diese gefunden haben, gehört Caine zu den bekanntesten Musikern seines Labels. Seine JMT Veröffentlichungen wurden mittlerweile in der JMT Edition von Winter & Winter remastered wiederveröffentlicht.

## Wichtige Wegbegleiter
Seit dem Debüt auf JMT gibt es einen Kreis von Musikern, die an mehreren Projekten Caines mitgearbeitet haben:
Ralph Alessi (Trompete), Jim Black (Schlagzeug), Don Byron (Klarinette), Dave Douglas (Trompete, Strange Liberation, 2003), DJ Olive (Turntables), Mark Feldman (Violine), James Genus (Bass), Drew Gress (Bass), David Gilmore (E-Gitarre), Chris Speed (Klarinette)
Mit Tim Lefebvre (Bass) und Zach Danziger (Schlagzeug) bildet er das Trio „Bedrock“.

## Aufführungen
- The Goldberg Variations durch das Pennsylvania Ballet, choreographiert von Val Caniparoli (2002)
- The Othello Syndrome auf der Biennale di Venezia (Oktober 2003)
- The Diabelli Variations mit dem Cleveland Orchestra (Februar 2004)

## Auszeichnungen und Leitungsfunktionen
- Internationaler Schallplattenpreis „Toblacher Komponierhäuschen“ 1997 der Gustav-Mahler-Musikwochen Toblach, Sonderpreis (für das Album Urlicht/Primal Light)
- Musikdirektor der Biennale in Venedig 2003
- Echo Klassik-ohne-Grenzen-Preis 2007 für das Album Uri Caine Ensemble plays Mozart
- ECHO Jazz in der Kategorie Instrumentalist/-in des Jahres für Plastic Temptations

## Diskografie
| Bei JMT                                   | Jahr | Anmerkungen                                            |
| ----------------------------------------- | ---- | ------------------------------------------------------ |
| Sphere Music                              | 1993 | Bei Winter & Winter wiederveröffentlicht               |
| Toys                                      | 1995 | Bei Winter & Winter wiederveröffentlicht               |
| Bei Winter & Winter                       | Jahr | Anmerkungen                                            |
| Urlicht / Primal Light                    | 1997 |                                                        |
| Wagner e Venezia                          | 1997 | Liveaufnahme                                           |
| Blue Wail                                 | 1998 |                                                        |
| Gustav Mahler in Toblach                  | 1999 | Liveaufnahme                                           |
| The Sidewalks of New York – Tin Pan Alley | 1999 | Unter dem Titel kategorisiert, nicht unter „Uri Caine“ |
| Robert Schumann / Love Fugue              | 2000 | zusammen mit La Gaia Scienza                           |
| The Goldberg Variations                   | 2000 | Koproduktion mit dem WDR                               |
| Rio                                       | 2001 |                                                        |
| Solitaire                                 | 2001 |                                                        |
| Bedrock                                   | 2001 | Als „Bedrock“ mit Tim Lefebvre und Zach Danziger       |
| The Diabelli Variations                   | 2002 | Koproduktion mit dem WDR                               |
| Dark Flame                                | 2003 |                                                        |
| Live At The Village Vanguard              | 2004 |                                                        |
| Shelf-Life                                | 2005 | Als „Bedrock“ mit Tim Lefebvre und Zach Danziger       |
| Uri Caine Ensemble plays Mozart           | 2006 |                                                        |
| The Classical Variations                  | 2007 | Sampler mit zwei unveröffentlichten Titeln             |
| Othello Syndrome                          | 2008 | Als „Uri Caine Ensemble“                               |
| Plastic Temptation                        | 2009 | Als „Bedrock“ mit Tim Lefebvre und Zach Danziger       |
| Twelve Caprices                           | 2010 | zusammen mit Arditti Quartet                           |
| Siren                                     | 2011 | Als „Uri Caine Trio“ mit John Hebert und Ben Perowsky  |
| Bei Tzadik                                | Jahr | Anmerkungen                                            |
| Moloch: Book of Angels Vol. 6             | 2007 |                                                        |